# SMS Szamos
SMS Szamos byl monitor třídy Körös, který sloužil v Dunajské flotile Rakousko-uherského loďstva. Loď byla pojmenována po uherské řece – stejně jako její sesterská loď Körös.
Výstavba Szamosu byla zahájena v roce 1890 a trvala dva roky. Spuštěna na vodu byla v roce 1892. Celkové nároky na zbudování plavidla činily 362 207 forintů. Loď byla vybavena dvěma 120mm a dvěma 70mm děly.
Loď byla do ostrého boje nasazena na začátku první světové války. Rakousko-Uhersko tehdy bombardovalo Bělehrad z Dunaje, který byl v roce 1914 hraniční řekou mezi Rakousko-Uherskem (sever) a Srbskem (jih). Spolu se Szamosem se bombardování účastnil také monitor Bodrog. Loď následně nebyla zapojena do větších akcí, ale účastnila se války až do jejího konce.
V roce 1919 loď využívala Maďarská republika rad ve válce s Československem. V roce 1920 byla loď vyřazena z maďarského loďstva a následně sloužila pro obchodní účely. V roce 1962 byla loď sešrotována.